# Варан Розенберга
Вара́н Розенбе́рга (лат. Varanus rosenbergi) — вид ящериц из семейства варанов. Видовое название дано в честь немецкого путешественника и зоолога Германа фон Розенберга (1817—1888).

## Таксономия
Varanus rosenbergi является членом подрода и рода Varanus. Mertens (1957) описал эту форму как подвид варана Гульда (Varanus gouldii). Storr (1980) поднял этот «подвид» до статуса вида, изначально базируясь на том, что в местах, где V. rosenbergi и V. gouldii симпатричны, их гибриды найдены не были.

## Распространения
Ареал этого вида ограничивается южной частью Австралии, простираясь от побережья Западной и Южной Австралии до границы Виктории. V. rosenbergi также известен из области Сиднея. Некоторые прибрежные острова, например, остров Кенгуру и остров Reevesby, тоже населены варанами этого вида. На некоторые острова, по предположениям, они были ввезены для борьбы со змеями.
На острове Кенгуру варанов Розенберга можно наблюдать относительно часто, в то время как в остальной части ареала они относительно редки.

## Внешний вид
Варан Розенберга очень похож по внешнему виду на варана Гульда, от которого он отличается главным образом более тёмным окрасом.
Окрас с дорсальной стороны тёмно-серый с жёлтыми и белыми пятнами и чёрными полосами. 15 узких чёрных полос видны на спине и шее, образуя легкий изгиб вперёд на шее и на спине. Имеется тёмная височная полоса со светлым краем. Хвост с более или менее выраженными светло-жёлтыми и тёмно-коричневыми полосами. Кончик хвоста либо полностью тёмный, либо также полосатый. На вентральной стороне окрас беловатый, с чёрными или серыми отметинами. Чешуя мелкая и гладкая. Ноздри расположены сбоку, ближе к кончику рыла, чем к глазам. Хвост сильно сжат с боков, с хорошо видимым двойным килем у основания. Хвост в 1,3–1,8 раза длиннее туловища. Детеныши почти синего цвета, с ярко-оранжевыми отметинами по бокам головы и шеи, исчезающими с возрастом.

### Размер
Половозрелость наступает при длине без учёта хвоста около 30 см. Длина взрослых особей без учёта хвоста обычно колеблется от 32 до 40,5 см, а с учётом хвоста общая длина тела составляет в районе 70 см, масса при этом не превышает 1 кг. Самцы, как правило, примерно на 12 см больше самок. Максимальный зарегистрированный размер в Западной Австралии — 103 см, причем, в округе Сиднея они достигают не менее 50 см длины без учёта хвоста. Особи, обитающие на островах Кенгуру, Reevesby и Spilsby Islands, достигают более крупных размеров, чем континентальные. Как сообщается, крупнейший образец, измеренный на острове Кенгуру, достигал примерно 150 см общей длины и весил в районе 6–7 кг.

## Образ жизни
Вараны Розенберга предпочитают жить в богатых кустарниками прибрежных районах. В целом же они имеют широкий диапазон сред обитания, включающий в себя леса, кустарники и равнины, но, как представляется, избегают грубых песчаных почв.

### Питание
Как и многие другие вараны, варан Розенберга употребляет большой спектр различных животных, включая насекомых, пауков, скорпионов, лягушек, змей (включая ядовитых), ящериц, мелких птиц и мелких млекопитающих. На острове Кенгуру было обнаружено, что млекопитающие (особенно грызуны) и беспозвоночные (тараканы, прямокрылые, пауки, скорпионы, жуки, многоножки и моллюски) составляют две трети от всего рациона. Остальная часть рациона состоит из лягушек, рептилий, яиц ящериц и птиц. Желудок одного варана весом 770 г содержал в себе прямокрылых, чешуекрылых и останки млекопитающего. Крупные особи могут ловить более крупных млекопитающих, таких как взрослые поссумы, кролики и даже небольшие ехидны.

## Размножение
Спаривается в течение 12-дневного периода в январе. В феврале и марте самка создаёт гнездо в термитнике и откладывает до 14 яиц. В сентябре и октябре малыши выходят из термитника, раздирая его когтями. Хотя помощь взрослых особей при освобождении малышей из термитника была описана, например, для пёстрого варана, молодые вараны Розенберга, очевидно, освобождаются без помощи взрослых.

## Угрозы и охрана
Изменение среды обитания, вероятно, локально влияет на некоторые популяции вида, в частности, в восточных районах. Относительно небольшой размер этого вида варанов также делает их уязвимыми для хищничества со стороны одичавших кошек и лисиц, особенно в молодом возрасте. Хотя в настоящее время это не считается серьёзной угрозой. В отличие от многих других варанов, этот вид не используется в международной торговле домашними животными, так как все австралийские вараны запрещены для экспорта.